# The Man Upstairs
The Man Upstairs é um telefilme estadunidense de 1992, do gênero comédia dramática, dirigido por George Schaefer.

## Sinopse
O filme conta a história do relacionamento entre um ladrão de joias que escapa da prisão e uma excêntrica mulher da classe alta.

## Elenco
- Katharine Hepburn ...  Victoria Brown
- Ryan O'Neal       ...  Mooney Polaski
- Henry Beckman     ...  Sheriff
- Helena Carroll    ...  Molly